# Come Fill the Cup
Come Fill the Cup (bra Degradação Humana) é um filme norte-americano de 1951, do gênero drama, dirigido por Gordon Douglas, com roteiro de Ivan Goff e Ben Roberts baseado no romance Come, Fill the Cup, de Harlan Ware.

## Sinopse
O respeitado jornalista Lew Marsh perde o emprego devido ao alcoolismo. No fundo do poço, consegue livrar-se da bebida graças ao amigo Charley Dolan. Daí, resgata a reputação e dedica-se a ajudar outras vítimas do vício. Com isso, seu editor pede-lhe que recupere seu sobrinho Boyd Copeland, casado com Paula, ex-namorada de Lew. Para piorar, Boyd tem ligações com a Máfia, o que resulta na morte de Charley.

## Prêmios e indicações
| Prêmio     | Categoria               | Recipiente | Situação |
| ---------- | ----------------------- | ---------- | -------- |
| Oscar 1952 | Melhor ator coadjuvante | Gig Young  | Indicado |

## Elenco

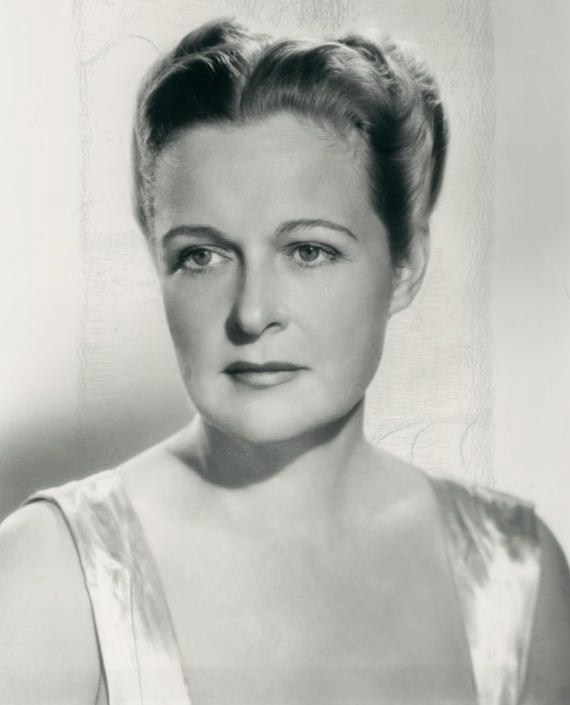
Selena Royle nasceu em Nova Iorque, 1904. Ganhou reputação de criticar as irregularidades que via e nunca conseguiu ser mais que coadjuvante. Em 1951, denunciada como comunista, recusou-se a depor perante o Comitê de Atividades Antiamericanas, o que acabou encerrando precocemente sua carreira. Em 1955, mudou-se para o México, onde passou a escrever sobre culinária. Morreu em Guadalajara em 1983.

| Ator/Atriz       | Personagem                |
| ---------------- | ------------------------- |
| James Cagney     | Lew Marsh                 |
| Phyllis Thaxter  | Paula Copeland            |
| Raymond Massey   | John Ives                 |
| Gig Young        | Boyd Copeland             |
| James Gleason    | Charley Dolan             |
| Selena Royle     | Dolly Copeland            |
| Larry Keating    | Julian Cuscaden           |
| Charlita         | Maria Diego               |
| Sheldon Leonard  | Lennie Garr               |
| Douglas Spencer  | Ike Bashaw                |
| John Kellog      | Don Bell                  |
| William Bakewell | Hal Ortman                |
| John Alvin       | Repórter Travis Ashbourne |